# Les Moreres (metropolitana di Barcellona)
Les Moreres è una stazione della Linea 9 Sud della metropolitana di Barcellona entrata in servizio il 12 febbraio 2016. Nel progetto iniziale la stazione era identificata con i nom provvisori Verge de Montserrat o Cal Salo
La stazione serve la parte orientale del comune di El Prat de Llobregat e le scuole "Charles Darwin", "Josep Tarradellas" e "Sant Jaume"; gli istituti "Estany de la Ricarda", "Salvador Dalì", "Illa dels Banyols" e la scuola ufficiale di lingue del Prat. I marciapiedi di accesso hanno una lunghezza di 140 metri e sono raggiungibili con scale mobili e ascensori per persone a capacità motoria ridotta.
Secondo le previsioni iniziali, la stazione avrebbe dovuto entrare in servizio nel 2007 ma ritardi realizzativi e problemi economici ne hanno posticipato l'inaugurazione al 2016, con il resto della tratta sud della Linea 9.

## Accessi
- Avinguda Pare Andreu de Palma con Avinguda Verge de Montserrat